# Alexander Theatre Sessions
Alexander Theatre Sessions é o primeiro álbum acústico da banda de rock finlandesa Poets of the Fall. O álbum foi lançado nos formatos CD, Vinyl e Cassette pelo selo Insomniac em 11 de dezembro de 2020.
As músicas foram gravadas ao vivo no teatro Alexander Theatre, em Helsinki, e lançadas em 2020, uma em cada mês do ano, durante o período da pandemia da covid-19 no canal oficial da banda no youtube, Por conta das restrições impostas pela pandemia da covid-19, não houve público no evento.

## Faixas
| N.º            | Título                                 | Duração |  |
| 1.             | "King of Fools"                        | 4:38    |  |
| 2.             | "War"                                  | 5:01    |  |
| 3.             | "The Sweet Escape"                     | 4:30    |  |
| 4.             | "Dreaming Wide Awake"                  | 4:19    |  |
| 5.             | "Fragile"                              | 4:17    |  |
| 6.             | "False Kings"                          | 4:20    |  |
| 7.             | "Angel"                                | 4:49    |  |
| 8.             | "Lift"                                 | 5:30    |  |
| 9.             | "Jealous Gods"                         | 4:53    |  |
| 10.            | "Children of the Sun (Feat. Triosis+)" | 4:59    |  |
| 11.            | "Rebirth (Feat. Triosis+)"             | 4:30    |  |
| 12.            | "Carnival of Rust (Feat. Triosis+)"    | 4:30    |  |
| Duração total: | Duração total:                         | 56:16   |  |

## Créditos
- Marko "Mark" Saaresto - Vocais
- Olli "Ollie" Tukiainen - Violão principal
- Jaako "Jaska" Mäkinen - Violão rítmico
- Markus "Captain" Kaarlonen - Piano
- Jani Snellman - Contrabaixo
- Jari Salminen - Percussão

músicos convidados
- Triosis+ (Elina Susiluoto, Iiris Pyrhönen, Julius Pyrhönen, Klaara Pyrhönen, Vilma Pyrhönen) - Violinos, Violoncelo.

Ficha Técnica
- Trabalho de Arte – Marko "Mark" Saaresto, Olli Haveri, Poickeus
- Gravação (instrumentos corda) - Ville Riippa
- Masterização – Svante Forsbäck
- Mixagem – Markus "Captain" Kaarlonen
- Fotografia – Markus "Captain" Kaarlonen, Tiia Öhman

## Desempenho nas Paradas Musicais
| Parada Musical        | Posição | Ref.  |
| --------------------- | ------- | ----- |
| Finland albums top 50 | 5       | [ 5 ] |